# Horaga moenala
Horaga moenala är en fjärilsart som beskrevs av William Chapman Hewitson. Horaga moenala ingår i släktet Horaga och familjen juvelvingar. Inga underarter finns listade i Catalogue of Life.